# 阮盧克
阮盧克（1978年—），生於泰國，澳洲知名越南裔主廚兼節目主持人、美食作家。阮盧克的父母曾經一度逃離越南成為船民， 後在泰國的難民營度過一段時間，他的家人最終在澳洲悉尼定居至今。 目前在star world 《廚神當到》澳洲版第二季(《MasterChef Australia  》(season 2))擔任客座廚師；2013年7月23日起，在旅遊生活頻道《吃遍湄公河》擔任主持人。

### 電視節目
- 2019年 SBS 、Good Food 阮盧克的越南鐵道行（Luke Nguyen's Railway Vietnam）
- 2012年SBS-《Luke Nguyen's Vietnam(season 1)》(越南家鄉味第一季)
- 2013年旅遊生活頻道-《吃遍湄公河》
- 2013年、2014年(SBS)、(旅遊生活頻道)---《Luke Nguyen's Vietnam(season 2)》(越南家鄉味第二季)
- 2014年SBS、旅遊生活頻道  盧克的法國味（Luke Nguyen's France）

## 外部連結
- 阮盧克吃遍越南 （页面存档备份，存于）
- TLC旅遊活頻道：吃遍湄公河 - TLC旅遊生活頻道官方網站 （页面存档备份，存于）